# Mare Cognitum

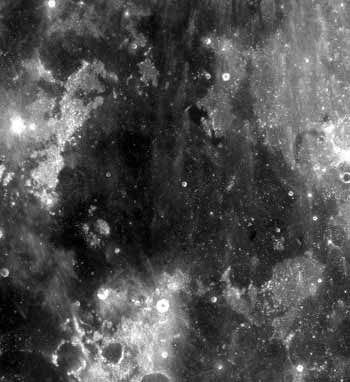
Mare Cognitum. Het grijze gebied rechtsboven is Fra Mauro. Het witte puntje in het midden van Mare Cognitum is krater Kuiper (Bonpland E)

De Mare Cognitum (Latijn: bekende zee) is een mare op de naar de Aarde toegekeerde kant van de Maan.

## Beschrijving
De Mare Cognitum ligt in een gedeelte van de tweede ring van het inslagbekken van de Oceanus Procellarum. Dit bekken is ontstaan in het tijdperk Vroeg Imbrium en werd met vloedbasalt gevuld tijdens het Laat Imbrium. De Montes Riphaeus vormt een deel van de rand van het inslagbekken.

## Locatie
Mare Cognitum ligt ten oostzuidoosten van het boogvormige gebergte Montes Riphaeus, en vormt een noordwestelijk aanhangsel van Mare Nubium.

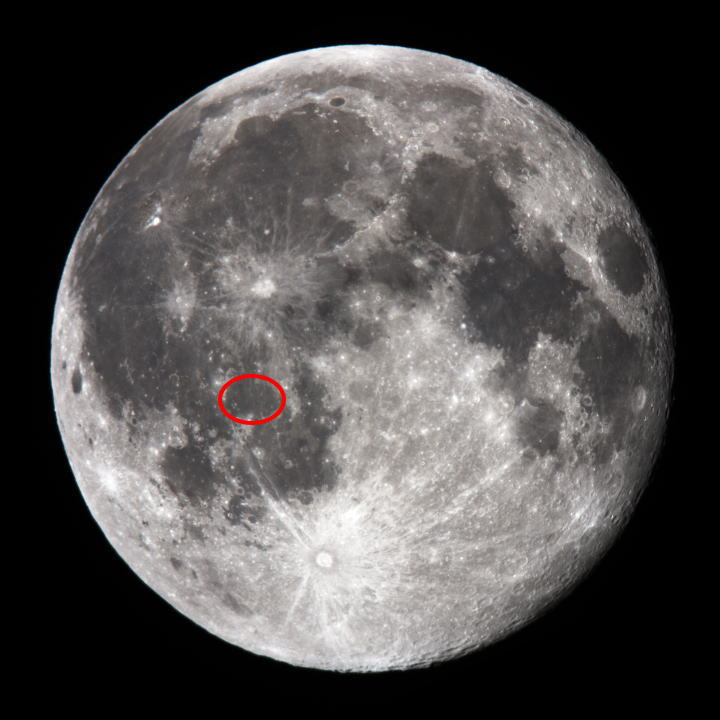
De locatie van Mare Cognitum

## Naamgeving
De naam Mare Cognitum is afkomstig van Gerard Kuiper, en is te danken aan het feit dat deze mare de inslagzone vormt van Ranger 7 (de eerste geslaagde Amerikaanse poging om een sonde foto's van de maan naar de aarde over te laten seinen tot op enkele meters van het maanoppervlak), en van de S-IVB trap van Apollo 14 in het westelijke gedeelte ervan.
Een andere naam voor dit gebied, eveneens afkomstig van Gerard Kuiper, was Mare Exploratum. Deze naam werd echter niet-officieel verklaard door de Internationale Astronomische Unie (IAU).
Eerder gaf Johannes Hevelius aan de zuidoostelijke rand van Mare Cognitum de benaming Insula Melos.

## Apolloprogramma
Surveyor 3 en Apollo 12 landden ten noorden van Mare Cognitum. Apollo 14 landde in de sterk verweerde walvlakte Fra Mauro ten oostnoordoosten ervan.

## Details in Mare Cognitum
In Mare Cognitum bevinden zich de komvormige kraters Kuiper (Bonpland E) en Euclides D, een krater die ooit officieel Eppinger werd genoemd. Ten zuidzuidoosten van de inslagzone van Ranger 7 is Mons Moro te vinden, een donkere en onregelmatig uitziende verhoging van het maanoppervlak. Er bestaat een geringe kans dat het donkere ejectagebied rondom het inslagkratertje van de S-IVB trap van Apollo 14 gefotografeerd kan worden door middel van hoge resolutie webcamfotografie en uiterst krachtige telescopen. Een lage heuvelrug die vanaf Euclides D (Eppinger) tot aan de Montes Riphaeus loopt, werd door de selenograaf Johann Nepomuk Krieger Jekaterinburg Damm genoemd, maar deze benaming werd niet-officieel verklaard door de Internationale Astronomische Unie (I.A.U.).